# Hans-Günther Heinz

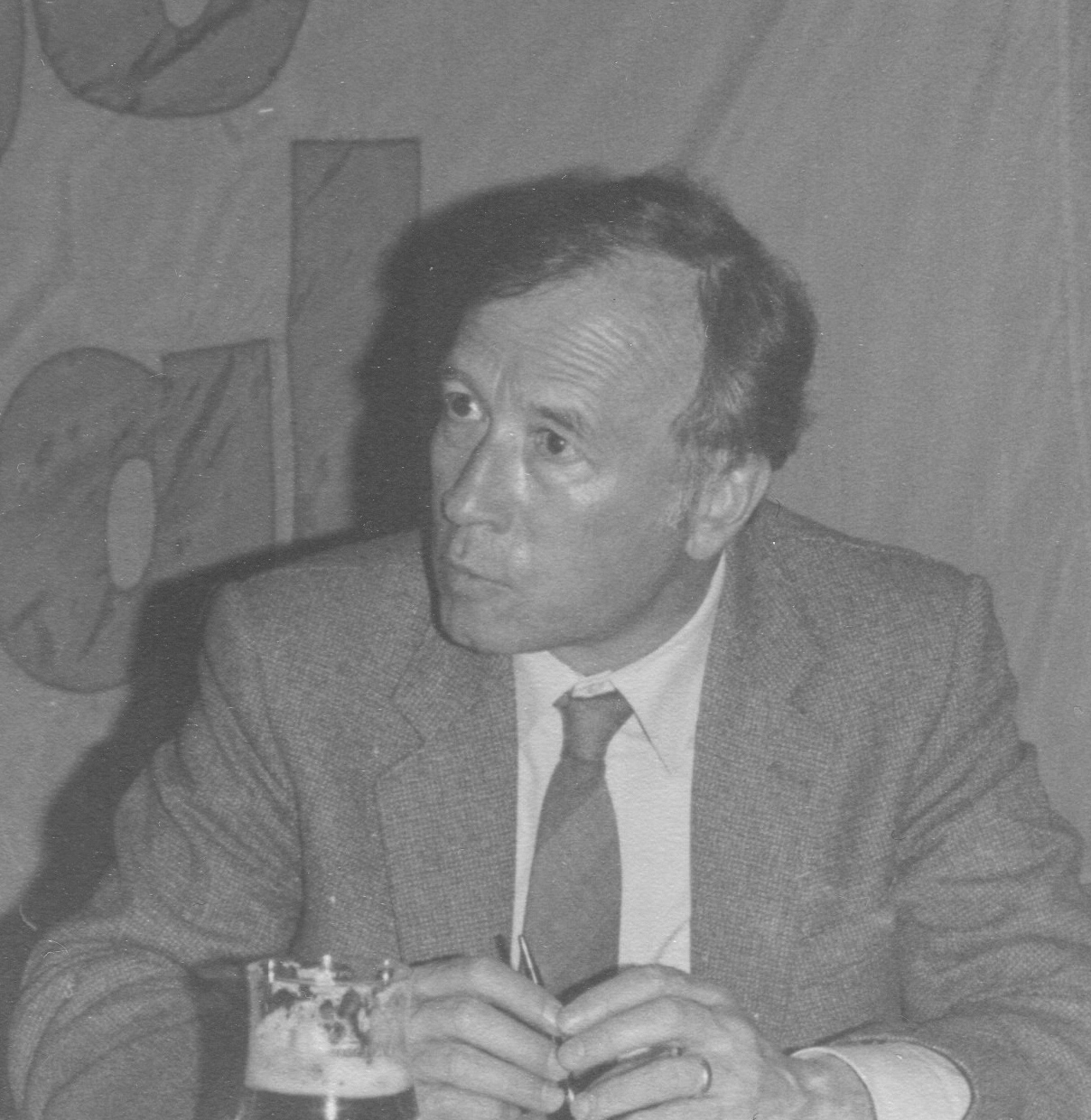
Hans-Günther Heinz (1983)

Hans-Günther Heinz (* 11. Januar 1933 in Trier; † 12. Juni 2024) war ein deutscher Unternehmer und Politiker (FDP). Er war von 1979 bis 1983 sowie von 1987 bis 2001 Abgeordneter im Landtag Rheinland-Pfalz und von 1987 bis 2001 Vizepräsident des Landtages. Von 1981 bis 1983 war er Landesvorsitzender der FDP Rheinland-Pfalz.

## Leben und Beruf
Nach dem Besuch der Volksschule absolvierte Heinz von 1947 bis 1950 eine Verwaltungslehre. Danach arbeitete er als kaufmännischer Angestellter und bestand 1955 die Prüfung als Einzelhandelskaufmann. Von 1955 bis 1994 war er als selbständiger Kaufmann tätig und Inhaber eines Einrichtungshauses in Wittlich.

## Politische Laufbahn
Heinz trat 1964 in die FDP ein. Er war von 1969 bis 1974 sowie erneut von 1983 bis 1992 Vorsitzender des FDP-Stadtverbandes Wittlich, von 1974 bis 1978 Vorsitzender des FDP-Kreisverbandes Bernkastel-Wittlich und von 1977 bis 1981 Vorsitzender des FDP-Bezirksverbandes Eifel-Hunsrück. Ab 1977 war er Mitglied des Landesvorstandes der FDP Rheinland-Pfalz. Nach dem Rücktritt von Hans-Otto Scholl 1981 wurde er zu dessen Nachfolger als Landesvorsitzender der Partei gewählt. Er gehörte als Landesvorsitzender dem Bundesvorstand an. Nach der Wahlniederlage der Freidemokraten bei der Landtagswahl 1983 trat Heinz als Landesvorsitzender zurück; zu seinem Nachfolger wurde Rainer Brüderle gewählt.
Heinz war von 1964 bis 1999 Mitglied des Stadtrates in Wittlich und dort bis 1999 Vorsitzender der FDP-Fraktion. Von 1984 bis 1987 war Mitglied des Kreistages und von 1989 bis 1992 Beigeordneter im Landkreis Bernkastel-Wittlich.
Dem rheinland-pfälzischen Landtag gehörte Heinz von 1979 bis 1983 sowie erneut von 1987 bis 2001 an. Während seiner Landtagszugehörigkeit war er stets Mitglied des Ausschusses für Wirtschaft und Verkehr. Zudem war er von 1991 bis 1996 Mitglied des Ausschusses für Frauenfragen und von 1991 bis 2001 Mitglied des Zwischenausschusses. Von Mai 1987 bis Mai 1996 war er stellvertretender Vorsitzender der FDP-Landtagsfraktion. Vom 27. Mai 1987 bis zum 17. Mai 2001 amtierte er als Vizepräsident des Landtages. In der 13. Legislaturperiode leitete er 1996 als Alterspräsident die konstituierende Sitzung des Parlaments.

## Weitere Mitgliedschaften und Funktionen
Heinz war von 1972 bis 2002 Vorsitzender des Aufsichtsrates der Raiffeisenbank eG Wittlich. Er war von 1981 bis 2006 Mitglied des Kuratoriums der Universität Trier und von 1997 bis 2007 des Kuratoriums der FH Trier. Von 1987 bis 2011 war er Mitglied des Landesbürgschaftsausschusses, von 1994 bis 2001 Mitglied im Beirat der Investitions- und Strukturbank Rheinland-Pfalz und von 1996 bis 2001 Mitglied im Beirat der Innovationsstiftung Rheinland-Pfalz. Von 2002 bis 2006 übernahm er die Funktion als Beauftragter der Landesregierung bei der Société électrique de l’Our in Luxemburg.

## Ehrungen und Auszeichnungen
- 1985: Verdienstkreuz am Bande des Verdienstordens der Bundesrepublik Deutschland
- 1990: Verdienstkreuz 1. Klasse des Verdienstordens der Bundesrepublik Deutschland
- 2002: Großes Verdienstkreuz des Verdienstordens der Bundesrepublik Deutschland
- 2004: Ehrenbürgerschaft der Stadt Wittlich
- 2007: Offizier des Verdienstordens des Großherzogtums Luxemburg